# Grand Prix Velké Británie 2010
Grand Prix Velké Británie 2010 (LXIII Santander British Grand Prix), 10. závod 61. ročníku mistrovství světa jezdců Formule 1 a 52. ročníku poháru konstruktérů, historicky již 830. grand prix, se již tradičně odehrála na okruhu v Silverstone.

## Výsledky

### Kvalifikace
| Pořadí | Číslo | Jezdec             | Tým                  | 1. část  | 2. část  | 3. část  | Start |
| ------ | ----- | ------------------ | -------------------- | -------- | -------- | -------- | ----- |
| 1      | 5     | Sebastian Vettel   | Red Bull-Renault     | 1:30.841 | 1:30.480 | 1:29.615 | 1     |
| 2      | 6     | Mark Webber        | Red Bull-Renault     | 1:30.858 | 1:30.114 | 1:29.758 | 2     |
| 3      | 8     | Fernando Alonso    | Ferrari              | 1:30.997 | 1:30.700 | 1:30.426 | 3     |
| 4      | 2     | Lewis Hamilton     | McLaren-Mercedes     | 1:31.297 | 1:31.118 | 1:30.556 | 4     |
| 5      | 4     | Nico Rosberg       | Mercedes             | 1:31.626 | 1:31.085 | 1:30.625 | 5     |
| 6      | 11    | Robert Kubica      | Renault              | 1:31.680 | 1:31.344 | 1:31.040 | 6     |
| 7      | 7     | Felipe Massa       | Ferrari              | 1:31.313 | 1:31.010 | 1:31.172 | 7     |
| 8      | 9     | Rubens Barrichello | Williams-Cosworth    | 1:31.424 | 1:31.126 | 1:31.175 | 8     |
| 9      | 22    | Pedro de la Rosa   | BMW Sauber-Ferrari   | 1:31.533 | 1:31.327 | 1:31.274 | 9     |
| 10     | 3     | Michael Schumacher | Mercedes             | 1:32.058 | 1:31.022 | 1:31.430 | 10    |
| 11     | 14    | Adrian Sutil       | Force India-Mercedes | 1:31.109 | 1:31.399 |          | 11    |
| 12     | 23    | Kamui Kobajaši     | BMW Sauber-Ferrari   | 1:31.851 | 1:31.421 |          | 12    |
| 13     | 10    | Nico Hülkenberg    | Williams-Cosworth    | 1:32.144 | 1:31.635 |          | 13    |
| 14     | 1     | Jenson Button      | McLaren-Mercedes     | 1:31.435 | 1:31.699 |          | 14    |
| 15     | 15    | Vitantonio Liuzzi  | Force India-Mercedes | 1:32.226 | 1:31.708 |          | 20    |
| 16     | 12    | Vitalij Petrov     | Renault              | 1:31.638 | 1:31.796 |          | 15    |
| 17     | 16    | Sébastien Buemi    | Toro Rosso-Ferrari   | 1:31.901 | 1:32.012 |          | 16    |
| 18     | 17    | Jaime Alguersuari  | Toro Rosso-Ferrari   | 1:32.430 |          |          | 17    |
| 19     | 19    | Heikki Kovalainen  | Lotus-Cosworth       | 1:34.405 |          |          | 18    |
| 20     | 24    | Timo Glock         | Virgin-Cosworth      | 1:34.775 |          |          | 19    |
| 21     | 18    | Jarno Trulli       | Lotus-Cosworth       | 1:34.864 |          |          | 21    |
| 22     | 25    | Lucas di Grassi    | Virgin-Cosworth      | 1:35.212 |          |          | 22    |
| 23     | 20    | Karun Chandhok     | HRT-Cosworth         | 1:36.576 |          |          | 23    |
| 24     | 21    | Sakon Jamamoto     | HRT-Cosworth         | 1:36.968 |          |          | 24    |

### Závod
| Pořadí | Číslo | Jezdec             | Tým                  | Kola | Čas/odstoupení | Start | Body |
| ------ | ----- | ------------------ | -------------------- | ---- | -------------- | ----- | ---- |
| 1      | 6     | Mark Webber        | Red Bull-Renault     | 52   | 1:24:38.200    | 2     | 25   |
| 2      | 2     | Lewis Hamilton     | McLaren-Mercedes     | 52   | +1.360         | 4     | 18   |
| 3      | 4     | Nico Rosberg       | Mercedes             | 52   | +21.307        | 5     | 15   |
| 4      | 1     | Jenson Button      | McLaren-Mercedes     | 52   | +21.986        | 14    | 12   |
| 5      | 9     | Rubens Barrichello | Williams-Cosworth    | 52   | +31.456        | 8     | 10   |
| 6      | 23    | Kamui Kobajaši     | BMW Sauber-Ferrari   | 52   | +32.171        | 12    | 8    |
| 7      | 5     | Sebastian Vettel   | Red Bull-Renault     | 52   | +36.734        | 1     | 6    |
| 8      | 14    | Adrian Sutil       | Force India-Mercedes | 52   | +40.932        | 11    | 4    |
| 9      | 3     | Michael Schumacher | Mercedes             | 52   | +41.599        | 10    | 2    |
| 10     | 10    | Nico Hülkenberg    | Williams-Cosworth    | 52   | +42.012        | 13    | 1    |
| 11     | 15    | Vitantonio Liuzzi  | Force India-Mercedes | 52   | +42.459        | 20    |      |
| 12     | 16    | Sébastien Buemi    | Toro Rosso-Ferrari   | 52   | +47.627        | 16    |      |
| 13     | 12    | Vitalij Petrov     | Renault              | 52   | +59.374        | 15    |      |
| 14     | 8     | Fernando Alonso    | Ferrari              | 52   | +1:02.385      | 3     |      |
| 15     | 7     | Felipe Massa       | Ferrari              | 52   | +1:07.489      | 7     |      |
| 16     | 18    | Jarno Trulli       | Lotus-Cosworth       | 51   | +1 kolo        | 21    |      |
| 17     | 19    | Heikki Kovalainen  | Lotus-Cosworth       | 51   | +1 kolo        | 18    |      |
| 18     | 24    | Timo Glock         | Virgin-Cosworth      | 50   | +2 kola        | 19    |      |
| 19     | 20    | Karun Chandhok     | HRT-Cosworth         | 50   | +2 kola        | 23    |      |
| 20     | 21    | Sakon Jamamoto     | HRT-Cosworth         | 50   | +2 kola        | 24    |      |
| Ret    | 17    | Jaime Alguersuari  | Toro Rosso-Ferrari   | 44   | Brzdy          | 17    |      |
| Ret    | 22    | Pedro de la Rosa   | BMW Sauber-Ferrari   | 29   | Zadní spoiler  | 9     |      |
| Ret    | 11    | Robert Kubica      | Renault              | 19   | Hnací hřídel   | 6     |      |
| Ret    | 25    | Lucas di Grassi    | Virgin-Cosworth      | 9    | Hydraulika     | 22    |      |

## Průběžné pořadí šampionátu
Pohár jezdců
| Pořadí | Jezdec           | Body |
| ------ | ---------------- | ---- |
| 1      | Lewis Hamilton   | 145  |
| 2      | Jenson Button    | 133  |
| 3      | Mark Webber      | 128  |
| 4      | Sebastian Vettel | 121  |
| 5      | Fernando Alonso  | 98   |

Pohár konstruktérů
| Pořadí | Tým              | Body |
| ------ | ---------------- | ---- |
| 1      | McLaren-Mercedes | 278  |
| 2      | Red Bull-Renault | 249  |
| 3      | Ferrari          | 165  |
| 4      | Mercedes         | 126  |
| 5      | Renault          | 89   |